# Ceriporia alachuana
Ceriporia alachuana är en svampart som först beskrevs av William Alphonso Murrill, och fick sitt nu gällande namn av Hallenb. 1979. Enligt Catalogue of Life ingår Ceriporia alachuana i släktet Ceriporia,  och familjen Phanerochaetaceae, men enligt Dyntaxa är tillhörigheten istället släktet Ceriporia,  och familjen Hapalopilaceae. Artens status i Sverige är: Ej påträffad. Inga underarter finns listade i Catalogue of Life.